# Gayon Evans
Gayon Evans (ur. 15 stycznia 1990) – jamajska lekkoatletka specjalizująca się w biegach sprinterskich.
Srebrna medalistka mistrzostw świata juniorów młodszych w sztafecie szwedzkiej (2007) (indywidualnie, w biegu na 100 metrów, po udanym przejściu eliminacji została zdyskwalifikowana w ćwierćfinale) oraz mistrzostw świata juniorów w sztafecie 4 × 100 metrów (2008). Medalistka mistrzostw Jamajki w kategoriach kadetek i juniorek.

## Osiągnięcia
| Rok  | Impreza                               | Miejsce       | Konkurencja        | Pozycja    | Wynik   |
| ---- | ------------------------------------- | ------------- | ------------------ | ---------- | ------- |
| 2007 | Mistrzostwa świata juniorów młodszych | Ostrawa       | sztafeta szwedzka  | 2. miejsce | 2:06,77 |
| 2008 | Mistrzostwa świata juniorów           | Bydgoszcz     | sztafeta 4 x 100 m | 2. miejsce | 43,98   |
| 2009 | Mistrzostwa panamerykańskie juniorów  | Port-of-Spain | bieg na 100 m      | 6. miejsce | 11,71   |
| 2009 | Mistrzostwa panamerykańskie juniorów  | Port-of-Spain | sztafeta 4 × 100 m | 2. miejsce | 44,96   |
| 2017 | IAAF World Relays                     | Nassau        | sztafeta 4 × 100 m | 2. miejsce | 42,95   |
| 2018 | Halowe mistrzostwa świata             | Birmingham    | bieg na 60 m       | półfinał   | DNS     |
| 2018 | Igrzyska Wspólnoty Narodów            | Gold Coast    | bieg na 100 m      | 3. miejsce | 11,22   |
| 2018 | Igrzyska Wspólnoty Narodów            | Gold Coast    | sztafeta 4 × 100 m | 2. miejsce | 42,52   |

## Rekordy życiowe
- Bieg na 60 metrów (hala) – 7,14 (2017)
- Bieg na 100 metrów – 11,22 (2018) / 11,17w (2017)
- bieg na 200 metrów – 23,18 (2017) / 23,08w (2014)